# Komszomol
A Komszomol vagy teljes nevén Össz-szövetségi Lenini Kommunista Ifjúsági Szövetség (oroszul Комсомо́л, Всесоюзный ленинский коммунистический союз молодёжи) a Szovjetunió állami ifjúsági szervezete, gyakorlatilag az SZKP ifjúsági tagozata volt. 

## Története

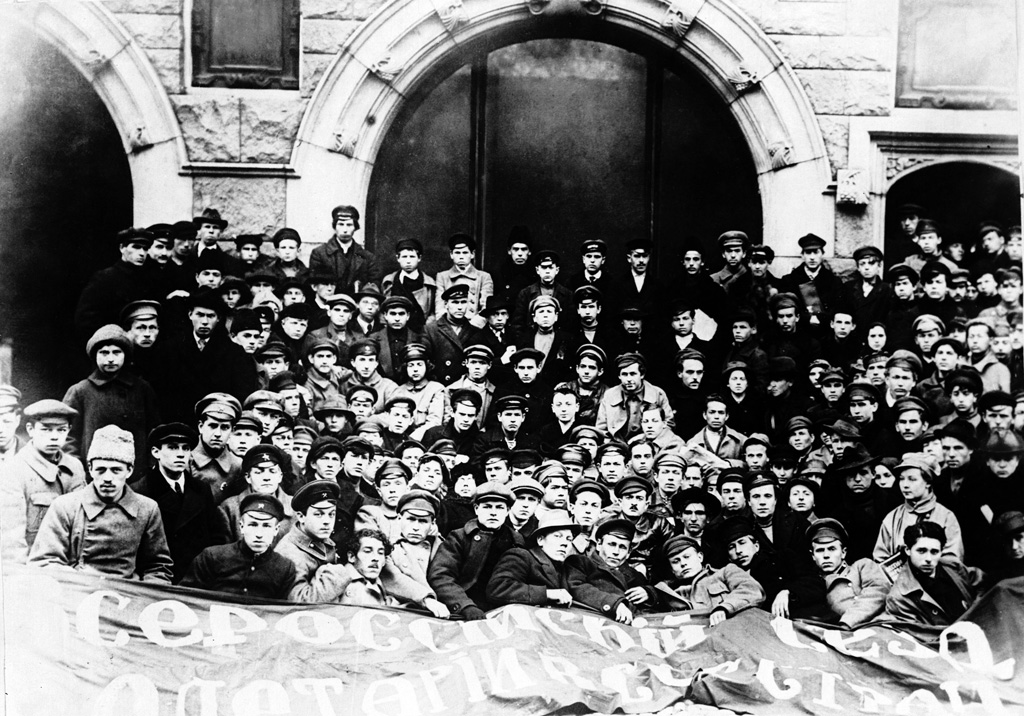
A Komszomol első kongresszusának küldöttei (1918)

A Komszomol - akkor még Oroszországi Kommunista Ifjúsági Szövetség néven - 1918. október 29-én alakult meg az 1917-es februári forradalom után szerveződött bolsevik irányultságú helyi ifjúsági munkásszervezetek egyesítéséből. A szövetség megalapításának fő kezdeményezője és ideológiai alapjának megteremtője Lenin volt. Sztálin személyi titkárának, Borisz Bazsanovnak állítása szerint a Komszomolt Lazar Sackin alapította, aki 1921-22-ben a főtitkári teendőket is ellátta.
Az oroszországi polgárháború után ahogyan a kommunista párt maradt az egyetlen párt, a Komszomol lett az ország egyetlen ifjúsági szervezete. Fő feladata az ifjúság ideológiai nevelése volt és hogy az SZKP "segítője és tartaléka" legyen. 1922-ben a Komszomol irányításával hozták létre a gyermekek számára a pionírmozgalmat. A Komszomol 1924-ben, V. I. Lenin halála után felvette annak nevét, majd a Szovjetunió létrejöttével 1926-ban Össz-szövetségi Lenini Kommunista Ifjúsági Szövetségre változtatta a megnevezését.
Az első mellre tűzhető, Komszomol-tagságot bizonyító jelvények 1922-ben jelentek meg, először KIM felirattal, 1945-től a felirat VLKSZM-re (a teljes név orosz rövidítése) változott, majd 1958-tól vezették be a jelvény végső formáját, amelyen a felirat mellett Lenin profilja is látható volt.
Az 1937-ben kezdődő tisztogatások alkalmával a Komszomol több korábbi főtitkárát (magát Sackint is) letartóztatták és agyonlőtték. 

## A Komszomol szerepe

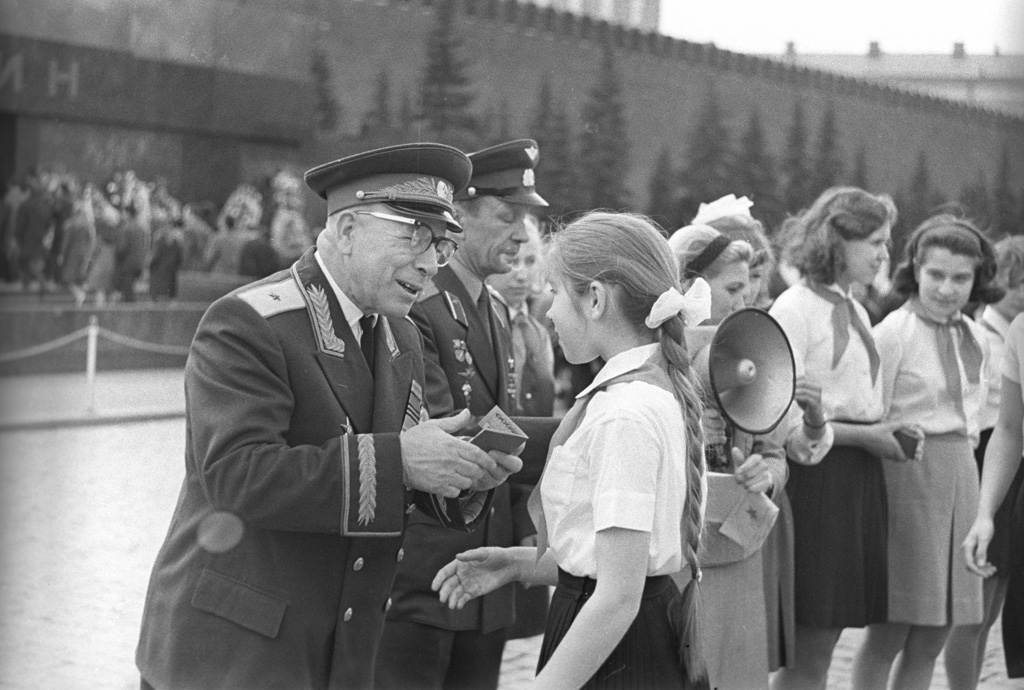
Tagfelvétel a Vörös téren (1969)

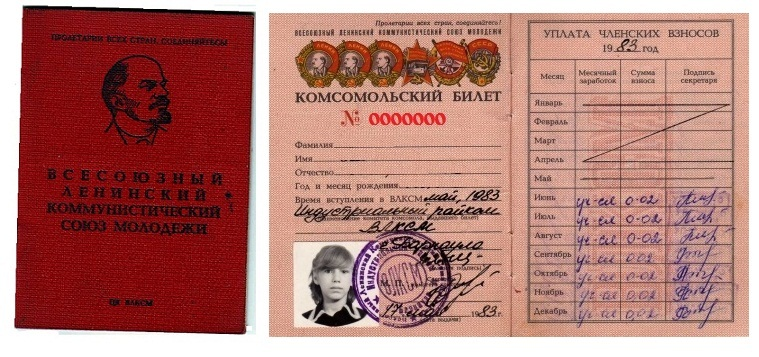
Tagsági könyv

A komszomolisták száma gyorsan nőtt; a kezdeti 22 ezer helyett két évvel később már majdnem félmilliós volt a létszámuk. A polgárháború idején mintegy kétszázezer Komszomol-tag harcolt a Vörös Hadseregben. A háború után a bolsevik párt által tervezett nagyszabású társadalmi és gazdasági átalakításokban (iparosítás, kollektivizálás, kulturális forradalom) alapvető szerepet szántak a lelkes fiataloknak. A belépési korhatár tizennégy év volt, a felső korhatár pedig huszonnyolc - az utóbbi a tisztségviselőkre nem vonatkozott.
1930-ban a Komszomol átvette a kötelező honvédelmi oktatás irányítását és kezdeményezte kétéves esti iskolák létrehozását az írástudatlanok számára. Szorgalmazták a munkások és parasztok képzését akik Komszomol-beutalóval könnyebben juthattak be a főiskolákra és egyetemekre. 1934-re a diákok között a munkásszármazásúak aránya elérte a 48%-ot.
1941-re a Komszomol-tagok száma meghaladta a tízmilliót. A második világháborúban a tagság nagy része harcolt a németek ellen, kb 3500-an kaptak Szovjetunió Hőse kitüntetést és 3 és fél millióan egyéb érdemrendeket. A megszállt területeken ellenálló csoportokat, „Ifjú Gárdákat” hoztak létre. A harcoló alakulatoknál kb. 200 000 komszomolistalány is szolgált, akár géppuskásként vagy mesterlövészként. A lányok közül 58-an lettek a Szovjetunió Hősei és százezret tüntettek ki egyéb módon.
Igazi tömegszervezetként a Komszomol társadalom minden pontján jelent volt. A továbbtanulásnál, előléptetésnél előnyt jelentett a tagság, az erőszakszervezeteknél (rendőrség, tisztképzés) gyakorlatilag kötelező volt. Az 1960-as, '70-es évekre az általános iskolák végzősei vagy a közép- és szakiskolák elsősei szinte valamennyien beléptek a szervezetbe. A rendszer kései éveiben egy sikeres karrierre áhítozó fiatal számára kötelező volt a Komszomolba való belépés és a szervezetbeli aktivitás. Ennek megfelelően a tagság elvesztette korábbi presztízsét és az ifjúsági szervezet bürokratikus behemóttá silányult.

## Szervezeti felépítése

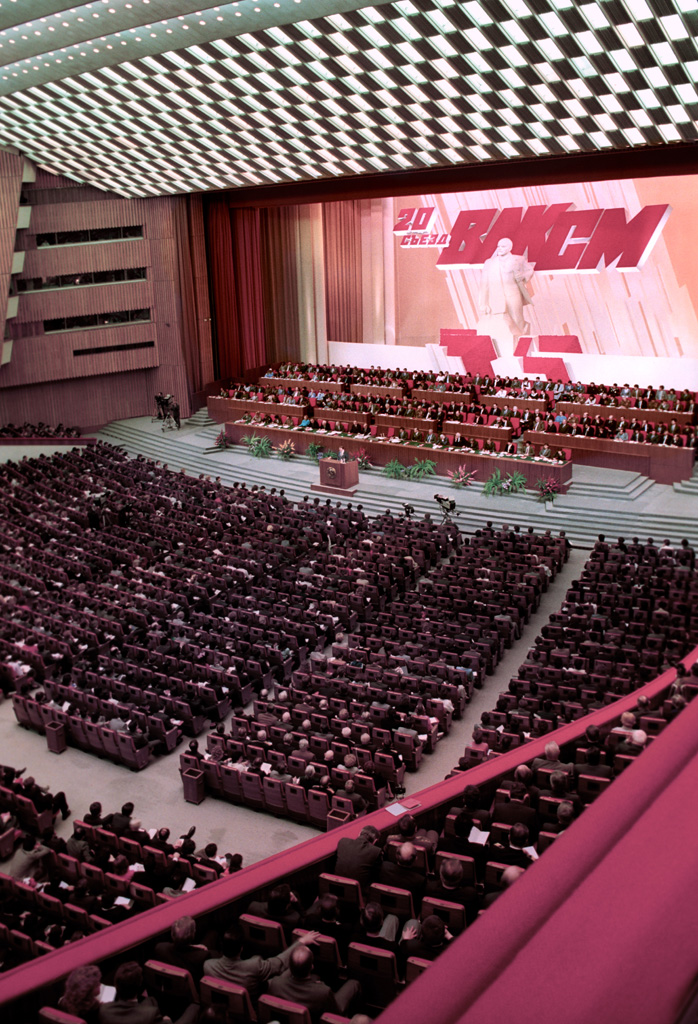
A Komszomol 20. kongresszusa (1987. február 1.)

A Komszomol a Szovjetunió tizenöt tagköztársasága és azok közigazgatási rendszere (területek, járások) szerint szerveződött. Az SZKP-hez hasonlóan legfőbb szerve a Központi Bizottság volt, vezetője pedig annak főtitkára.
Az 1970-es évek elején a komszomolszervezetek 131 különböző újságot adtak ki 16,6 millió példányban; közülük a legfontosabb az országos Komszomolszkaja Pravda volt. 

## A Komszomol szétesése és utódszervezetei
A Mihail Gorbacsov által meghirdetett peresztrojkával óhatatlanul megindult a rendszer ideológiai kontrolljának gyengülése. Az állami ifjúsági szövetség szétesésének első jele az volt, amikor 1989-ben a litván helyi szervezet kinyilvánította önállóságát; példájukat hamarosan az észtek is követték. Az 1990-es kongresszuson megkísérelték megreformálni az orosz szövetség szervezeti felépítését. Ekkor még bíztak benne, hogy az ideológiai szerep feladásával, politikai vitaklubok, ismeretterjesztő szervezetek, szociális lakhatást biztosító szerepben a Komszomol még fennmaradhat. Az 1991. augusztusában lezajló puccskísérlet után azonban összehívták a rendkívüli kongresszust, ahol bejelentették, hogy a Komszomol történelmi szerepe kiüresedett és az országos szervezetet feloszlatták. A köztársaságok nemzeti Komszomol-szervezetei a továbbiakban önállóan működhettek. Az Oroszországi Föderációban a helyi utódszervezet 1993-ban Oroszországi Kommunista Ifjúsági Szövetségre változtatta nevét, melyből a későbbiekben egyéb baloldali szervezetek (Forradalmi Komszomol, 1996; Lenini Kommunista Szövetség, 1999) váltak ki, csatlakozva az egyéb szélsőbaloldali pártok (Vörös Ifjúság Élcsapat, "Előre" Szocialista Mozgalom, Baloldali Front) sorához.

## Emlékezete
A Komszomol nevét számos település őrzi még a mai napig is a volt Szovjetunió területén, közülük legnagyobb a háromszázezres lakosú Komszomolszk-na-Amure az Oroszországi Föderáció Távolkeleti Szövetségi Körzetében. A Szevernaja Zemlja szigetcsoport egyik tagja a Komszomolec nevet viseli.

## Fordítás
- Ez a szócikk részben vagy egészben  a(z)   Комсомол című orosz Wikipédia-szócikk ezen változatának fordításán alapul.  Az eredeti cikk szerkesztőit annak laptörténete sorolja fel. Ez a jelzés csupán a megfogalmazás eredetét és a szerzői jogokat jelzi, nem szolgál a cikkben szereplő információk forrásmegjelöléseként.